# Stephen Amell
Stephen Amell (* 8. května 1981, Toronto, Ontario, Kanada) je kanadský televizní a filmový herec, známý z titulní role Olivera Queena v seriálu stanice CW Arrow.

## Kariéra
Je známý díky rolím v televizních seriálech jako jsou Rent-a-Goalie a Tajemství prstenu, ve kterém hrál po boku Shirley MacLaine a Mishi Barton.
Ztvárnil také roli Adama v první sezóně televizního seriálu Dante's Cove; v jeho druhé sezóně byl nahrazen hercem Jonem Flemingem.
V roce 2007 získal cenu Gemini Award, za jeho roli v kanadském sci-fi seriálu Regenesis. Amell získal také nominaci na ocenění Gemini Award, v kategorii Best Ensemble Cast, za roli v seriálu Rent-a-Goalie.
Hostoval také v seriálech Da Kink In My Hair a Heartland.
Amell ztvárnil instruktora spinningu ve třech dílech 4. sezóny amerického seriálu Queer as Folk.
3. prosince 2010 se připojil k hereckému týmu seriálu Upíří deníky, v jehož 2. sezóně ztvárnil roli vlkodlaka Bradyho. Roli Jorana van der Sloota v televizním filmu s názvem Justice for Natalee Holloway, který měl premiéru v květnu roku 2011.
2. října 2011 ztvárnil roli 25letého číšníka jménem Jason, gigola ve třetí řadě televizního seriálu stanice HBO Hung. V seriálu 90210: Nová generace ztvárnil postavu Jima. Amell 28. října 2011 oznámil, že právě dokončil natáčení vánočního dílu seriálu Nová holka, ve kterém působí Zooey Deshcanel a Max Greenfield. O zkušenostech z natáčení jeho první "půlhodinové komedie" vyprávěl v interview pro Daemon's TV.
The Hollywood Reporter dne 9. listopadu 2011 oznámil, že Stephen Amell byl vybrán jako hostující herec do role Scottieho, paramedika, v seriálu stanice ABC s názvem Private Practice. Amell začal natáčel v polovině listopadu a pomocí svých Facebookových stránek sdělil, že se tyto díly budou vysílat pravděpodobně začátkem ledna.
V lednu roku 2012 získal hlavní roli v televizním seriálu stanice The CW s názvem Arrow, který se natáčí podle komiksového hrdiny Green Arrow.
V červnu roku 2012 získal roli Wynna Delaneyho ve filmové adaptaci podle knihy When Calls The Heart kanadské spisovatelky Janette Oke, která měla premiéru v roce 2013.   V roce 2016 si zahrál jednu z hlavních rolí filmu Želvy Ninja 2. V roce 2017 poprvé režíroval krátkometrážní film Mi Madre, My Father. Film měl premiéru na Filmovém festivalu v Cannes.

## Osobní život
Amell se 25. prosince 2012 oženil s herečkou a královnou krásy známou pod jménem Cassandra Jean. Svatba se uskutečnila během dovolené v Karibiku. Dne 15. října 2013 se páru narodila první dcera Mavi Alexandra Jean Amell. 
Amell je bratranec herce Robbieho Amella.

## Filmografie

### Film
| Rok  | Název                     | Role         | Poznámky                                    |
| ---- | ------------------------- | ------------ | ------------------------------------------- |
| 2007 | Tracey: Fragmenty         | detektiv     |                                             |
| 2007 | Tajemství prstenu         | Teddy Gordon |                                             |
| 2008 | Screamers: Hon na člověka | Muž          |                                             |
| 2011 | Stay with Me              | Travis       | krátkometrážní film                         |
| 2016 | Code 8                    | Pilot (hlas) | krátkometrážní film, také výkonný producent |
| 2016 | Želvy Ninja 2             | Casey Jones  |                                             |
| 2018 | Mi Madre, My Father       | Hal Nelson   | také režisér                                |
| 2019 | Code 8                    | Garret       | také výkonný producent                      |

### Televize
| Rok       | Název                            | Role                                                 | Poznámky                                        |
| --------- | -------------------------------- | ---------------------------------------------------- | ----------------------------------------------- |
| 2004      | Queer as Folk                    | instruktor spinningu                                 | 2 díly                                          |
| 2004      | Degrassi: The Next Generation    | dveřník                                              | díl: „Ghost in the Machine: Part 2“             |
| 2005      | Pohřešovaní                      | Ian Harrington                                       | díl: „Paper Anniversary“                        |
| 2005      | Tilt                             | Ian Harrington                                       | díl: „Rivered“                                  |
| 2005      | Báječní lidé                     | Jason                                                | 5 dílů                                          |
| 2005      | Dante's Cove                     | Adam                                                 | 2 díly                                          |
| 2006      | Záhadný dům                      | Buddy Harrelson                                      | televizní film                                  |
| 2006–2008 | Rent-a-Goalie                    | Billy                                                | hlavní role, 18 dílů                            |
| 2007      | ReGenesis                        | Craig Riddlemeyer                                    | 2 díly                                          |
| 2007–2010 | Ranč Heartland                   | Nick                                                 | 6 dílů                                          |
| 2007–2009 | Da Kink in My Hair               | Matthew                                              | 4 díly                                          |
| 2009      | Flashpoint                       | Peter Henderson                                      | díl: „Průstřely“                                |
| 2010      | Borci z Blue Mountain State      | Travis                                               | 2 díly                                          |
| 2010      | Ledové ostří 4: Oheň a led       | Philip Seaver                                        | televizní film                                  |
| 2010      | Kriminálka Miami                 | Peter Truitt                                         | díl: „Samotář v Miami“                          |
| 2010      | Námořní vyšetřovací služba L. A. | seržant námořního dělostřelectva Andrew Weaver       | díl: „Bounty“                                   |
| 2011      | Upíří deníky                     | Brady                                                | 2 díly                                          |
| 2011      | Kriminálka Las Vegas             | A.J. Gust                                            | díl: „73 vteřin“                                |
| 2011      | 90210: Nová generace             | Jim                                                  | 2 díly                                          |
| 2011      | Justice for Natalee Holloway     | Joran Van Der Sloot                                  | televizní film                                  |
| 2011      | Hung – Na velikosti záleží       | Jason                                                | hlavní role, 10 dílů                            |
| 2011–2012 | Nová holka                       | Kyle                                                 | 2 díly                                          |
| 2012      | Private Practice                 | Scott Becker                                         | 7 dílů                                          |
| 2012–2020 | Arrow                            | Oliver Queen / Green Arrow                           | hlavní role                                     |
| 2013      | When Call the Heart              | Wynn Delaney                                         | televizní film                                  |
| 2014–2018 | The Flash                        | Oliver Queen / Green Arrow / Al Sah-him / Dark Arrow | 7 dílů                                          |
| 2015      | Reelside                         | Sám sebe                                             | díl: „Superheroes“                              |
| 2015      | WWE Raw                          | Sám sebe                                             | 2 díly                                          |
| 2016–2017 | Legends of Tomorrow              | Oliver Queen / Green Arrow                           | 5 dílů                                          |
| 2017      | Ninja faktor po americku         | Sám sebe                                             | díl: „Celebrity Ninja Warrior for Red Nose Day“ |
| 2017–2018 | Supergirl                        | Oliver Queen / Green Arrow                           | 2 díly                                          |

### Internet
| Rok       | Název                             | Role                                         | Poznámky    |
| --------- | --------------------------------- | -------------------------------------------- | ----------- |
| 2015      | Dudes Being Dudes in Wine Country | Sám sebe                                     | také tvůrce |
| 2015–2016 | Vixen                             | Oliver Queen / The Arrow/ Green Arrow (hlas) | 5 dílů      |
| 2017      | Being The Elite                   | Sám sebe                                     |             |

### Videohry
| Rok  | Název                        | Role        | Poznámky |
| ---- | ---------------------------- | ----------- | -------- |
| 2013 | Injustice: Gods Among Us     | Green Arrow |          |
| 2014 | Lego Batman 3: Beyond Gotham | Green Arrow |          |

## Ocenění a nominace
| Rok  | Ocenění                    | Kategorie                                                  | Práce                              | Výsledek  |
| ---- | -------------------------- | ---------------------------------------------------------- | ---------------------------------- | --------- |
| 2007 | Gemini Awards              | nejlepší seriálový herec v hostující roli: drama           | ReGenesis (za díl: „Sleepers“      | vítězství |
| 2007 | Gemini Awards              | nejlepší seriálové obsazení: komedie                       | Rent-a-Goalie (za díl: „6“         | nominace  |
| 2008 | Gemini Awards              | nejlepší seriálové obsazení: komedie                       | Rent-a-Goalie (za díl: „Domi Daze“ | nominace  |
| 2012 | IGN Awards                 | nejlepší televizní superhrdina                             | Arrow                              | nominace  |
| 2013 | NewNowNext Awards          | ocenění, protože jsi sex                                   | Arrow                              | nominace  |
| 2013 | Teen Choice Awards         | nejlepší seriálový herec: sci-fi/fantasy                   | Arrow                              | nominace  |
| 2013 | Teen Choice Awards         | objev roku: seriálový herec/herečka                        | Arrow                              | nominace  |
| 2014 | IGN Awards                 | nejlepší superhrdina                                       | Arrow                              | nominace  |
| 2014 | People's Choice Awards     | nejlepší seriálový herec: sci-fi/fantasy                   | Arrow                              | nominace  |
| 2014 | Leo Awards                 | nejlepší seriálový herec v hlavní roli: drama              | Arrow                              | nominace  |
| 2014 | Constellation Awards       | nejlepší seriálový herec: sci-fi                           | Arrow                              | nominace  |
| 2014 | Young Hollywood Awards     | nejlepší superhrdina                                       | Arrow                              | nominace  |
| 2015 | Best. Ever. TV Awards 2015 | nejlepší seriálový pár (sdíleno s Emily Bett Rickards)     | Arrow                              | vítězství |
| 2015 | MTV Fandom Awards          | nejlepší seriálový pár (sdíleno s Emily Bett Rickards)     | Arrow                              | vítězství |
| 2015 | Teen Choice Awards         | nejlepší seriálový herec: sci-fi/fantasy                   | Arrow                              | nominace  |
| 2015 | Teen Choice Awards         | nejlepší seriálový polibek (sdíleno s Emily Bett Rickards) | Arrow                              | nominace  |
| 2015 | Slammy Awards              | Moment roku: celebrita                                     | Summer Slam                        | vítězství |
| 2016 | CinemaCon Award            | hvězda zítřka                                              | Želvy Ninja 2                      | vítězství |
| 2016 | MTV Fandom Awards          | nejlepší seriálový pár (sdíleno s Emily Bett Rickards)     | Arrow                              | vítězství |
| 2016 | Teen Choice Awards         | nejlepší seriálový polibek (sdíleno s Emily Bett Rickards) | Arrow                              | nominace  |
| 2016 | Teen Choice Awards         | nejlepší letní filmový hererc                              | Želvy Ninja 2                      | nominace  |
| 2017 | MTV Movie & TV Awards      | nejlepší superhrdina                                       | Arrow                              | nominace  |
| 2017 | Teen Choice Awards         | nejlepší seriálový herec: akční                            | Arrow                              | nominace  |
| 2018 | Teen Choice Awards         | nejlepší seriálový herec: akční                            | Arrow                              | nominace  |
| 2018 | Teen Choice Awards         | nejlepší seriálový pár (sdíleno s Emily Bett Rickards)     | Arrow                              | nominace  |